# Symfonische metal

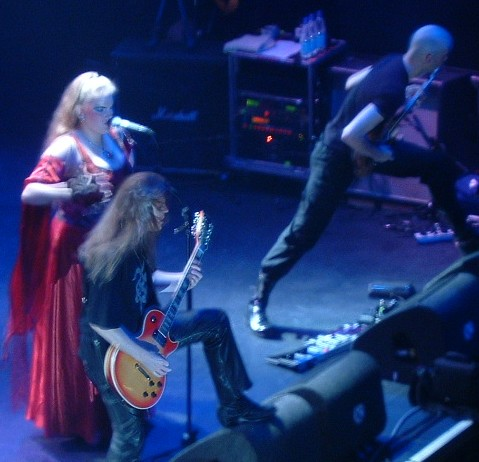
Therion

Symfonische metal is een benadering voor metalmuziek met symfonische (of zelfs alleen maar klassieke) inslag. Het symfonische aandeel in de muziek wordt veelal op synthesizer gespeeld in plaats van door een orkest. Er zijn symfonische powermetal-bands (Nightwish, Dark Moor, Kamelot), symfonische deathmetal-bands (Hollenthon, Eternal Tears of Sorrow) en symfonische blackmetal-bands (Dimmu Borgir, Emperor). 

## Beschrijving
Symfonische elementen worden veel gebruikt door progressieve metalbands (zoals Symphony X), maar ook door bands die tot een ander metalgenre worden gerekend (zoals Within Temptation, Nightwish). Met symfonische metal wordt ook metal met niet-symfonische klassieke elementen aangeduid, zoals bij Virgin Steele) die klassiek klinkende pianopartijen toepast in plaats van keyboards.
Symfonische metal kan binnen elk (sub)genre voorkomen en is dus geen genreaanduiding. Desondanks wordt symfonische metal wel verward met het genre van de progressieve metal (ook wel: progmetal). Progressieve metal, powermetal en black metal zijn de subgenres waarbinnen symfonische invloeden het meest klinken.

## Bands en artiesten
Hieronder volgen bands en artiesten per subgenre, met een artikel op de Nederlandstalige Wikipedia.

### Gothic metal
- After Forever
- Asrai
- Delain
- Epica
- Gwyllion
- Imperia
- Lacuna Coil
- Leaves' Eyes
- Nightwish
- Orphanage
- Sirenia
- Stream of Passion
- The Gathering
- Theatre of Tragedy
- Tristania
- Within Temptation

### Powermetal
- Angra
- Avantasia
- Blind Guardian (slechts de laatste paar albums)
- DragonForce
- Freedom Call
- Kamelot
- Rhapsody of Fire
- Sabaton
- Sonata Arctica
- Stratovarius

### Extreme metal (w.o. black metal)
- Anorexia Nervosa
- Cradle of Filth
- Dimmu Borgir
- Emperor
- The Kovenant
- Sariola
- Strapping Young Lad
- Susperia

### Overige metalbands
- Apocalyptica
- Arcturus
- Ayreon
- Children of Bodom
- Day Six
- Evanescence
- Haggard
- HB
- ReVamp
- Rotting Christ
- Saviour Machine (mix van gothic metal, symfonische rock en opera)
- Serenity
- Skyfire
- Symphony X
- Therion
- Virgin Steele
- Wintersun (een van de weinige symfonische deathmetalbands)

Portaal · Categorie